# Jerzy Kamas
Jerzy Kamas (sinh ngày 8 tháng 7 năm 1938 tại Łódź - mất ngày 23 tháng 8 năm 2015 tại Warsaw) là một diễn viên người Ba Lan.

## Tiểu sử
Jerzy Kamas tốt nghiệp Trường Điện ảnh, Truyền hình và Sân khấu Tiểu bang Leon Schiller ở Łódź (PWSFTviT) vào năm 1961.
Jerzy Kamas diễn xuất trên sân khấu của nhiều nơi, chẳng hạn như  Nhà hát Powszechny ở Łódź (1961-1964), Nhà hát Juliusz Słowacki ở Kraków (1964-1968), và Nhà hát Quốc gia ở Warsaw (1968-1971). Từ năm 1971 cho đến khi qua đời, ông là diễn viên của Nhà hát Ateneum ở Warsaw.
Năm 1996, vai diễn Eugeniusz trong phim Kratka (1996) giúp Jerzy Kamas giành giải thưởng tại Liên hoan phim Gdynia lần thứ 21 ở hạng mục Nam diễn viên chính xuất sắc nhất.
Năm 2011, Jerzy Kamas được Bộ Văn hóa và Di sản Quốc gia (Ba Lan) trao tặng Huy chương vàng Huy chương Công trạng về văn hóa - Gloria Artis.

## Thành tích nghệ thuật

### Phim điện ảnh
| Năm  | Tựa đề               | Vai diễn       | Ghi chú                                                                                       |
| ---- | -------------------- | -------------- | --------------------------------------------------------------------------------------------- |
| 1972 | Poślizg              | Józef          |                                                                                               |
| 1975 | Doktor Judym         | Korzecki       |                                                                                               |
| 1979 | Kung-fu              | Edward Kurjata |                                                                                               |
| 1983 | Na odsiecz Wiedniowi | Jan Gniński    |                                                                                               |
| 1996 | Kratka               | Eugeniusz      | Giải thưởng tại Liên hoan phim Gdynia lần thứ 21 ở hạng mục Nam diễn viên chính xuất sắc nhất |

### Phim truyền hình
| Năm       | Tựa đề            | Vai diễn           | Ghi chú |
| --------- | ----------------- | ------------------ | ------- |
| 1977      | Lalka             | Stanisław Wokulski |         |
| 1995      | Dama kameliowa    | cha của Armanda    |         |
| 1999      | Siedlisko         | Wojciech Kula      |         |
| 2000      | Trzy szalone zera | Alfred             |         |
| 2005-2008 | Klan              | Stefan Zietecki    |         |